# Albany, Georgia
Albany är en stad i Dougherty County, Georgia, USA. År 2000 hade staden 76 939 invånare. Den har enligt United States Census Bureau en area på 144,8 km², varav 0,9 km² är vatten.
Staden är huvudort i Dougherty County.

## Kända personer
- Ray Charles
- Harry James
- Nancy Lopez, numera bosatt i staden
- Angelo Taylor